# 文森特·佩尔西凯蒂
文森特·路德维希·佩尔西凯蒂（英語：Vincent Ludwig Persichetti，1915年6月6日—1987年8月14日），美国作曲家、音乐教育家。生、卒于费城。作品数量巨大，有九部交响曲。长期在茱莉亚音乐学院教书，学生中不乏著名的当代作曲家，如格拉斯、劳塔瓦拉、布劳威尔和一柳慧等。作有著作《20世纪和声学》等。